# 松下由依
松下 由依（まつした ゆい、1997年7月15日 - ）は日本のフリーアナウンサー。元九州朝日放送（KBC）のアナウンサー。福岡県福岡市東区出身。

## 経歴
福岡雙葉中学校・高等学校を経て法政大学法学部卒業。2018年の法政大学入学式にて、後にTBSアナウンサーとなる渡部峻と共に司会を務める。
愛称である『ユイチューブ』は以前担当した冠番組『マツシタユイチューブ』（2023年にYouTubeチャンネルとして復活）から流用したものであり（番組タイトルも自身のフルネーム（まつしたゆい）とYouTubeを混ぜた造語である）、現在でも先輩アナウンサーの近藤鉄太郎など出演している『アサデス。ラジオ』の出演者からもこの呼称で呼ばれる事がある。また、同番組の公式ツイッターでもこの呼称が使われている。
2024年3月31日、自身のSNSにて同日付で九州朝日放送を退社しフリーアナウンサーとして活動することに加え、イラストレーターや書道家としても活動することを発表した。なお、出演番組については『アサデス。ラジオ』や『アサデス。7』は卒業するものの、『アサデス。KBC』内の「スポーツ☆キラリ」は継続して出演する。

## 人物
趣味はバッティングセンターに行くこと、ハリネズミグッズ収集、動画編集、絵を描くこと。特技はイラスト、プチプラ服・靴探し。

## 現在の担当番組

### テレビ
- アサデス。KBC（月曜 - 水曜。主に「スポーツ☆キラリ」を担当している。また、2022年迄は金曜日のみ徳永玲子休演時の代理MCや「ふるさとwish」の中継担当を務める事があった）

### ラジオ
- なし

## 過去の担当番組

### テレビ
- アサデス。7（2022年10月 - 2024年3月）- キッザニア福岡からの中継担当。
- シリタカ!（2023年4月7日 - 2024年1月26日）- 金曜ニュースMC
- 福岡恋愛白書19 −夏休みのヤンキーくん−（2024年3月22日）- 看護師役（松下のドラマ初出演作で2作品前のおはようマドンナでは公式アンバサダーをYouTuber鹿の間と務めていた）
- KBCニュース（不定期・主に金曜日昼を担当）

### ラジオ
- マツシタユイチューブ（地上波ラジオ番組としては2020年10月 - 2021年9月。2023年4月からはYouTube配信チャンネルとして復活）
- PAO~N（2022年10月7日、2023年3月24日に先輩アナウンサーの沢田幸二の休暇に伴い、代理出演。『アサデス。』に出演している関係上、金曜日限定の出演）
- キテマス。K（メインパーソナリティの加藤恭子が休演時の代理出演）
- アサデス。ラジオ （第1期では水曜日のパートナーとして、第2期では月曜日のバディ（10時以降に登場）として出演。先輩アナウンサーの加藤恭子の休演時は金曜日のパートナーとして出演）
- KBCニュース（不定期）
- UP↑UP（CROSS FM、2024年10月1日 - 2025年2月25日）- 火曜日パーソナリティ

## その他
- 一日警察署長 折尾警察署（2024年12月3日）[6]